# Illawarra Steelers
Die Illawarra Steelers waren ein australischer Rugby-League-Verein aus Wollongong in New South Wales. 1998 fusionierte der erfolglose Club mit den St. George Dragons zu den St. George Illawarra Dragons.

## Geschichte
Die 1980 gegründeten Illawarra Steelers stiegen 1982 in Australiens höchste Spielklasse, die New South Wales Rugby League Premiership ein. Allerdings konnten die Steelers zu fast keinem Zeitpunkt eine wirklich konkurrenzfähige Mannschaft aufbieten. In 17 Spielzeiten überstand man lediglich zwei Mal die Regular Season, wobei 1992 mit Platz drei in der Endtabelle und dem anschließenden Einzug ins Halbfinale die mit Abstand erfolgreichste Spielzeit darstellte. 1985, 1986 und 1989 „gewann“ das Team den Wooden spoon als schlechtestes Team der Liga. 1998 fusionierte der finanziell angeschlagene Verein schließlich mit den St. George Dragons.